# David Reinoso
David Francisco Reinoso Luna (Guayaquil, 6 de febrero de 1972) es un actor y comediante ecuatoriano. Conocido por sus personajes en Ni en Vivo Ni en Directo, Vivos, La pareja feliz y otros programas.

## Biografía
David Francisco Reinoso Luna es oriundo de Guayaquil. Inició su carrera artística en el teatro La Mueca, donde se desempeñó como ayudante de teatro de Oswaldo Segura. A mediados de la década de 1990 dio el salto a la televisión e intervino en el programa Agua mojada, que fue transmitido a través del desaparecido Expovisión. 

### Televisión
Su papel en el programa no tuvo mayor trascendencia en su carrera, pero fue ahí donde comenzó a trabajar, junto al actor Galo Recalde, muchos de los personajes que más tarde lo catapultarían a la fama en 1997. Dirigido por Jorge Douglas Toledo y con Galo Recalde como su socio crearon el programa televisivo Ni en Vivo Ni en Directo, que en poco tiempo se convirtió en uno de los más exitosos en el Ecuador, con un alto índice de audiencia hasta 1999.
En este programa,  son los personajes de ‘Moti y Pescao’, caracterizados por Reinoso y Recalde respectivamente, quienes ganarían mayor notoriedad por su carisma y ocurrencias.  
En el año 2001 ingresó al canal ecuatoriano Ecuavisa con un nuevo programa, denominado Vivos. El programa, con un formato similar al anterior, que mantiene algunos de los personajes representados por Reinoso, en la actualidad no se mantiene al aire debido a una denuncia. en contra del programa por difamación a la integridad de un señor al cual se le imitaba comicamente una aparición que tuvo en el programa de en carne propia, conocido como "Amor, Comprensión y Ternura".
Reinoso se ha caracterizado por un humor que juega con el doble sentido, la homofobia y el racismo, siendo su mayor cualidad como comediante ser un mago en el disfraz, y caracterizar sus representaciones, sus parodias de personajes públicos y frases forman parte del argot popular ecuatoriano.
A finales del año 2007 protagonizó La novela del Cholito, junto a Giovanna Andrade y Flor María Palomeque, donde interpretó a su más popular personaje de humor. Esta producción obtuvo una alta sintonía y el 9 de mayo de 2008 se emitió el último capítulo.
David Reinoso ha sido muy cuestionado por la crítica de los medios, por ser partícipe del mantenimiento de la televisión ecuatoriana y a los televidentes en la mediocridad.
Trabajó desde el 2009 en Teleamazonas donde protagonizó las series La pareja feliz y La Tremebunda Corte.
Aunque en los últimos años se ha dedicado a su trabajo en la televisión, también se ha dado tiempo para volver al teatro que es donde inició.

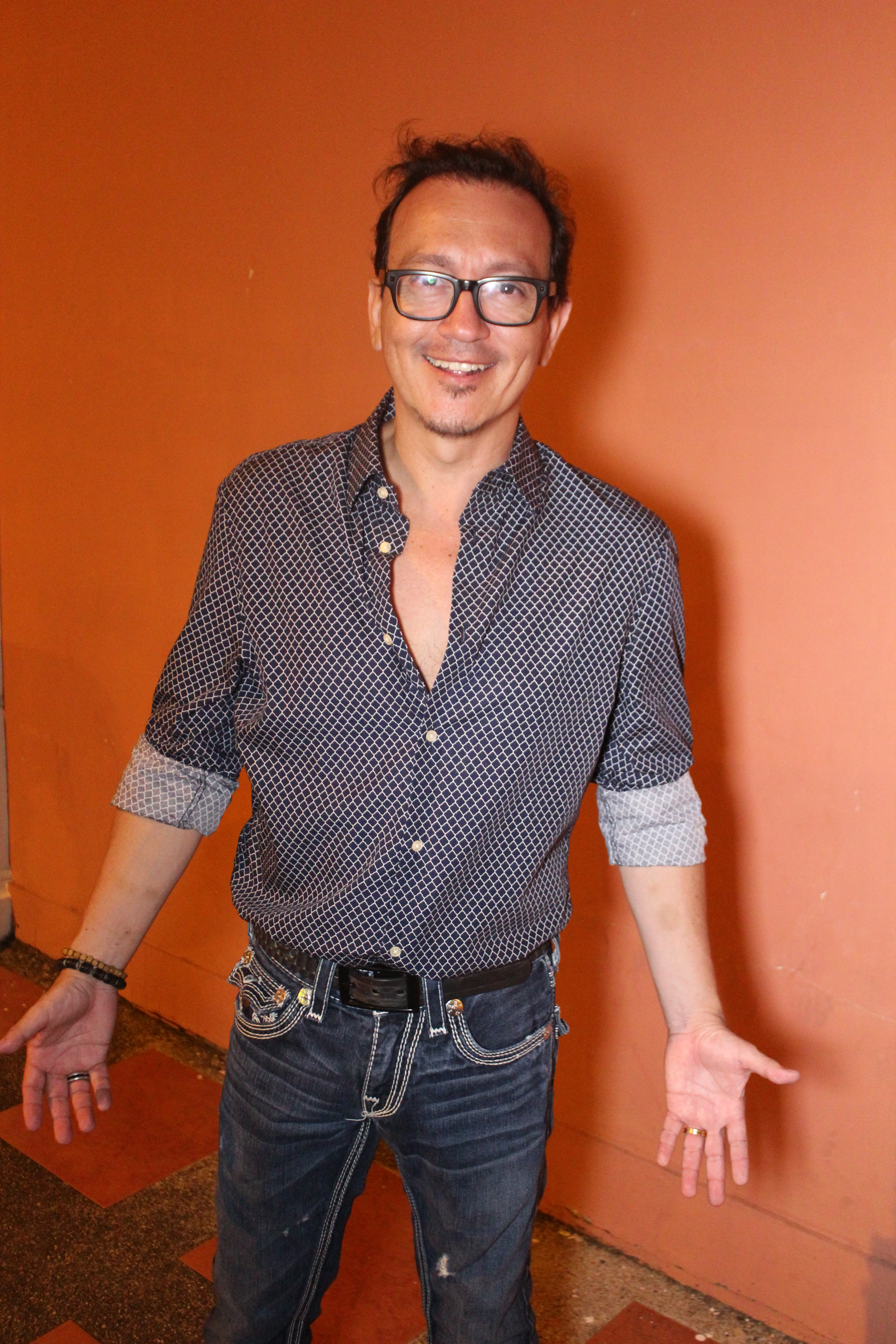
David Reinoso en 2016.

En 2016 regresó a TC Televisión donde interpretó por primera vez en su carrera a un villano dentro de la telenovela  Los Hijos de Don Juan. Luego en el siguiente año participa en la telenovela Cuatro Cuartos donde interpretó a Don Cheche Pincay.
En 2020 inició su faceta como presentador en el programa cómico Feiknius, junto a Víctor Aráuz y Álex Vizuete.
En 2021 protagonizó la serie Juntos y revueltos, de TC Televisión, donde interpretó a Leonardo, junto a Erika Vélez.

### Teatro
En 2004, David Reinoso junto a Lucho Mueckay,  realizaron una presentación de la obra La secreta obscenidad de cada día, en el Teatro Sarao de Guayaquil. 
La obra,  original del dramaturgo chileno Marco Antonio de la Parra, plantea una conversación con una mezcla de humor y reflexión entre dos personajes históricos: Karl Marx, interpretado por Reinoso, y Sigmund Freud, caracterizado por Mueckay.
Volvió a las tablas con la obra teatral Alguien voló sobre el nido del cuco, que fue presentada en el Teatro Centro de Arte de Guayaquil en 2011. La obra adaptaba la novela del mismo nombre escrita en 1962 por Ken Kesey, y que fue llevada al cine como Atrapado sin salida en 1975.    
En esta ocasión, Reinoso interpretó a Joel Benavides, el personaje principal, un hombre que es acusado de estupro, por lo que finge demencia para ingresar a un psiquiátrico.  
El mismo año,  también participa en la obra Perros, basada en la película Reservoir Dogs del director Quentin Tarantino. Se presentó en el Village Plaza, centro comercial ubicado en la vía a Samborondón.

## Vida privada
En las grabaciones de Ni en Vivo Ni en Directo conoció a Catherine Velasteguí y contrajeron matrimonio en el 2009. Sin embargo, se divorciaron en 2013 En el 2013 nace su hijo Dante.
A fines de 2016, retoma su relación con Catherine Velasteguí. En agosto de 2021 anunciaron su embarazo, y en noviembre nacieron sus mellizos.

## Filmografía

### Series y Telenovelas
| Año       | Título                   | Personaje                     |
| --------- | ------------------------ | ----------------------------- |
| 2021      | Juntos y revueltos       | Leonardo "Leo" Murillo López  |
| 2021      | Juntos y revueltos       | José Francisco                |
| 2018      | Tan Davicho              | Varios Personajes             |
| 2018      | Maleteados               | Omar                          |
| 2017      | Cuatro Cuartos           | Cheché Pincay                 |
| 2016      | Los hijos de Don Juan    | Kassandro                     |
| 2015      | Nina                     | Gino Caputti "Coco" / Nina    |
| 2011-2012 | La Tremebunda Corte      | José Calendario Tres Patines  |
| 2010      | Mostro de Amor           | Pepe José "El cholito" Chalén |
| 2006-2009 | Re-Vivos                 | Él Mismo                      |
| 2007-2008 | La novela del Cholito    | Pepe José "El cholito" Chalén |
| 2009-2014 | La pareja feliz          | Panzón Pata Flaca             |
| 2009-2014 | La pareja feliz          | EL Papá de El Panzón          |
| 2013-2015 | Vivos                    | Varios Personajes             |
| 2001-2010 | Vivos                    | Varios Personajes             |
| 1997-2001 | Ni en Vivo Ni en Directo | Varios Personajes             |
| 1997      | Agua mojada              | Reparto                       |
| 1997      | Samba Kanuta             | Reparto                       |
| 1995-1997 | Manzana 12               | El Chino                      |
| 1995-1997 | Manzana 12               | El Fantasma                   |
| 1990      | El Rincón de los Bajitos | Varios personajes             |

### Programas
- (2020) Feik Nius - Presentador

### Especiales de TV
- Ni en Vivo Ni en Directo Especial de Navidad (con el Abuelito Bonachón) Los Cazadores de la Navidad Perdida
- Cholito on the beach (El Cholito)
- Nuestro Recinto
- Especiales de Moti (Moti y Pescao presidenciales)
- Guatallarín de horror
- Cholito On the Yoni (El Cholito)
- Vivos Especial de Navidad (con el personaje de Papaíto Correa, parodia del presidente ecuatoriano Rafael Correa)

## Premios y nominaciones

### Premios ITV
| Año  | Categoría             | Producción               | Resultado |
| ---- | --------------------- | ------------------------ | --------- |
| 2018 | Mejor actor dramático | Cuatro Cuartos           | Nominado  |
| 2015 | Mejor actor cómico    | Vivos                    | Nominado  |
| 2014 | Mejor actor cómico    | Vivos                    | Nominado  |
| 2010 | Mejor actor dramático | Mostro de Amor           | Ganador   |
| 2009 | Mejor actor dramático | La pareja feliz          | Ganador   |
| 2008 | Mejor actor dramático | La novela del cholito    | Ganador   |
| 2007 | Mejor actor cómico    | Vivos                    | Ganador   |
| 2006 | Mejor actor cómico    | Vivos                    | Ganador   |
| 2005 | Mejor actor cómico    | Vivos                    | Nominado  |
| 2004 | Mejor actor cómico    | Vivos                    | Ganador   |
| 2003 | Mejor actor cómico    | Vivos                    | Ganador   |
| 2002 | Mejor actor cómico    | Vivos                    | Ganador   |
| 2001 | Mejor actor cómico    | Vivos                    | Ganador   |
| 2000 | Mejor actor cómico    | Ni en vivo ni en directo | Ganador   |
| 1999 | Mejor actor cómico    | Ni en vivo ni en directo | Ganador   |
| 1998 | Mejor actor cómico    | Ni en vivo ni en directo | Ganador   |

### Premios Teatro Sánchez Aguilar
| Año  | Categoría              | Nominado | Resultado |
| ---- | ---------------------- | -------- | --------- |
| 2018 | Regreso a la actuación | Vivos    | Ganador   |

### Premios La Plena
| Año  | Categoría               | Nominado       | Resultado |
| ---- | ----------------------- | -------------- | --------- |
| 2010 | Mejor Actor Protagónico | Mostro de Amor | Ganador   |

### Premios El Universo
| Año  | Categoría               | Nominado              | Resultado |
| ---- | ----------------------- | --------------------- | --------- |
| 2009 | Mejor Actor Protagónico | La pareja feliz       | Ganador   |
| 2008 | Mejor Actor Protagónico | La novela del cholito | Ganador   |

### Premios En Contacto
| Año  | Categoría               | Nominado              | Resultado |
| ---- | ----------------------- | --------------------- | --------- |
| 2008 | Mejor Actor Protagónico | La novela del cholito | Ganador   |

### Premios El Comercio
| Año  | Categoría               | Nominado              | Resultado |
| ---- | ----------------------- | --------------------- | --------- |
| 2008 | Mejor Actor Protagónico | La novela del cholito | Ganador   |

### Premios Teletón
| Año  | Categoría               | Nominado              | Resultado |
| ---- | ----------------------- | --------------------- | --------- |
| 2007 | Mejor Actor Protagónico | La novela del cholito | Ganador   |